# Palazzo della Provincia (Parma)

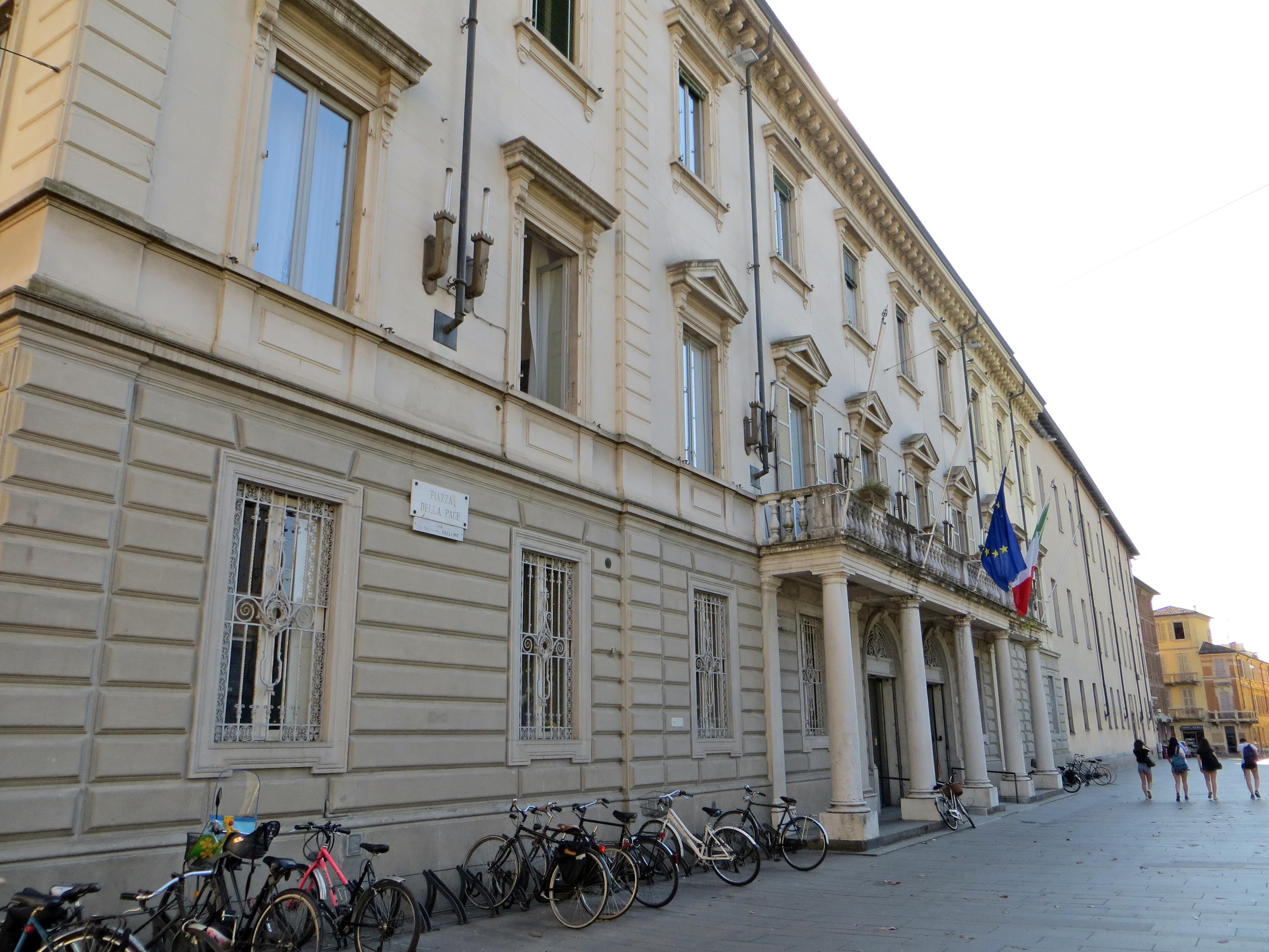
Palazzo della Provincia in Parma, Hauptfassade

Der Palazzo della Provincia ist ein klassizistischer Palast im historischen Zentrum von Parma in der italienischen Region Emilia-Romagna. Er liegt auf der Südseite des Piazzale della Pace.

## Geschichte
Der Palast, der ursprünglich für die herzogliche Garde gedacht war, wurde auf einem Gelände errichtet, auf dem früher die Grenzmauer des Benediktinerklosters neben der Alexanderkirche stand, das 835 von der Königin Kunigunde, der Witwe des Königs Bernhard, gegründet wurde. Im 18. Jahrhundert war der Konvent über eine Kolonnade mit dem Palazzo di Riserva verbunden. Das Kloster wurde 1810 aufgrund der napoleonischen Dekrete von 1805 und 1810 aufgelöst und 1821 abgerissen. Nur die Alexanderkirche blieb erhalten.
Im Auftrag der Herzogin Marie-Louise wurde 1821 auf den Ruinen des Klosters unter der Leitung des Hofarchitekten Nicola Bettoli das Teatro Regio errichtet; dieser Architekt wurde einige Jahre später auch mit dem Umbau des herzoglichen Palastes betraut, der bei Luftangriffen im Zweiten Weltkrieg zerstört wurde, und mit Bau des Palastes für die herzogliche Garde, mit dem 1833 begonnen wurde.
Das Gebäude, das 1841 fertiggestellt wurde, war über eine Reihe von Übergängen sowohl mit dem herzoglichen Palast als auch mit dem Teatro Regio und dem Palazzo di Riserva verbunden.
Der Palast, der nach der Einigung Italiens in das Eigentum des italienischen Staates überging, wurde 1870 zusammen mit dem herzoglichen Palast, in dem die Präfektur untergebracht wurde, dem Übergang zwischen dem Palast der herzoglichen Garde und dem Palazzo di Riserva und den anderen beiden Übergängen zum Teatro Regio und zur Piazza Reale, die damals vom Palast der herzoglichen Garde der Strada San Barnaba (heute Strada Garibaldi) und der Strada della Pilotta eingeschlossen war, an die Provinz Parma verkauft.

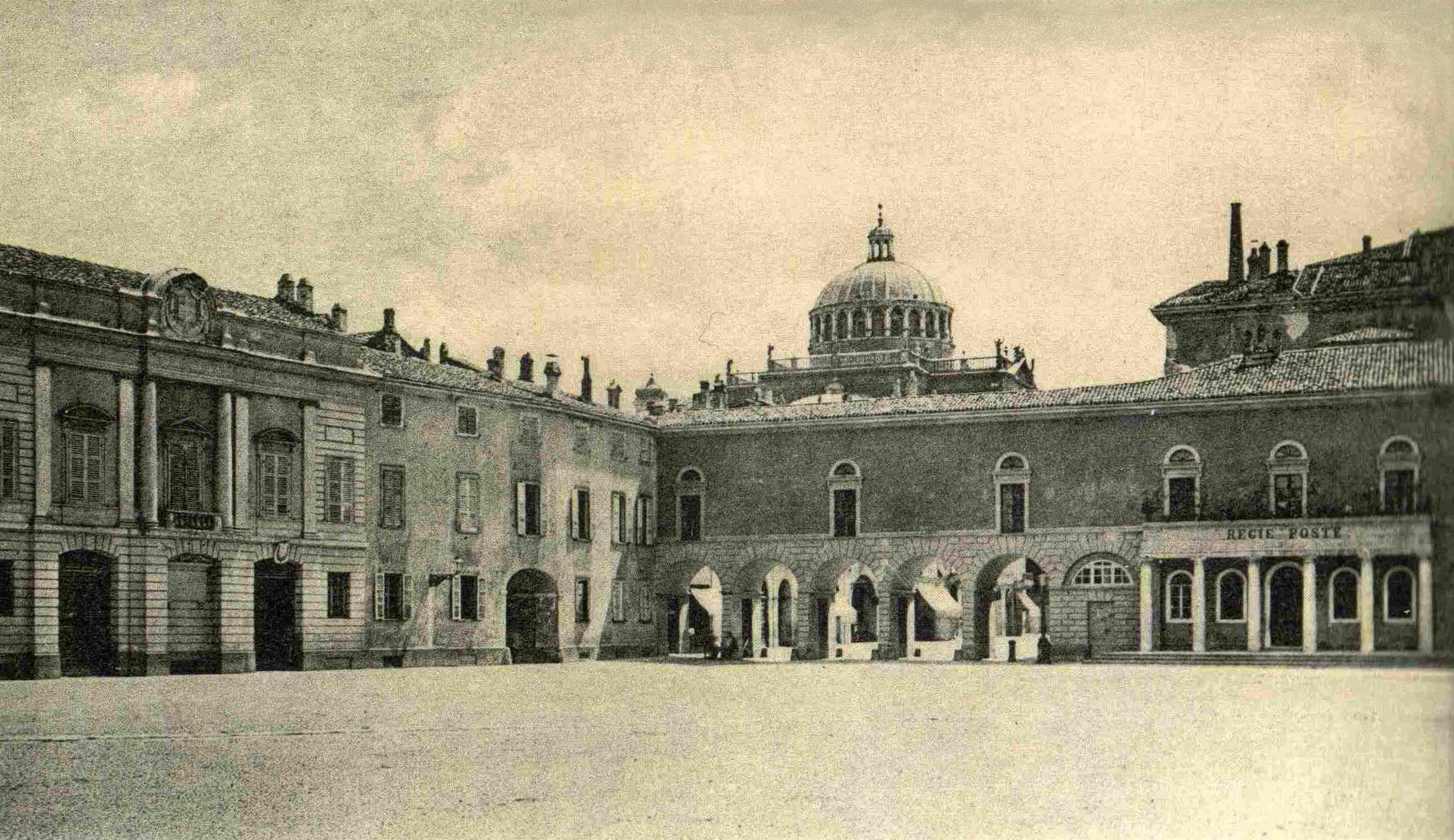
Der Übergang über die Strada Garibaldi um 1880

1903 beschloss der Bürgermeister Giovanni Mariotti den Abriss des Übergangs, der den Palast mit dem Palazzo di Riserva verband, um die Durchfahrt der Straßenbahn entlang der Strada Garibaldi zu erleichtern.
Einige Jahre später, 1913, wurde der Palast umgebaut und aufgestockt, wobei auch die Eingangskolonnade zum Teatro Regio hin abgerissen und auf den Piazzale della Prefettura verlegt wurde. Die Fassaden wurden folglich grundlegenden Veränderungen unterzogen, vor allen Dingen die zur Strada Garibaldi hin, wo nach dem Abriss des Übergangs auch eine Fassade am Gebäude fehlte.
Die Luftangriffe am 13. Mai 1944, bei denen der Palazzo della Prefettura, das Teatro Reinach und Teile des Palazzo della Pilotta zerstört wurden, beschädigten auch den Palazzo della Provincia, dessen dann fehlende Teile später rekonstruiert wurden. Der Einsturz des Palazzo della Prefettura und der verbindenden Übergänge führte nach dem Krieg zur Notwendigkeit, die Nord- und Westseite des Palastes mit neuen Fassaden zu schließen, die viel kahler aus der Rest des Gebäudes ausfielen.
Anfang 2018 wurden alle Büros der Provinz Parma, auch die des Präsidenten und des Rates in den Palazzo Giordani in der Stradone Martiri della Libertà verlegt. In dem Gebäude am Piazzale della Pace, das noch der Provinz Parma gehört, verblieben nur die Büros der Region Emilia-Romagna im zweiten Obergeschoss, und die der Sozialdienste des Viertels Lubiana-San Lazzaro der Stadt Parma im Erdgeschoss.

## Beschreibung

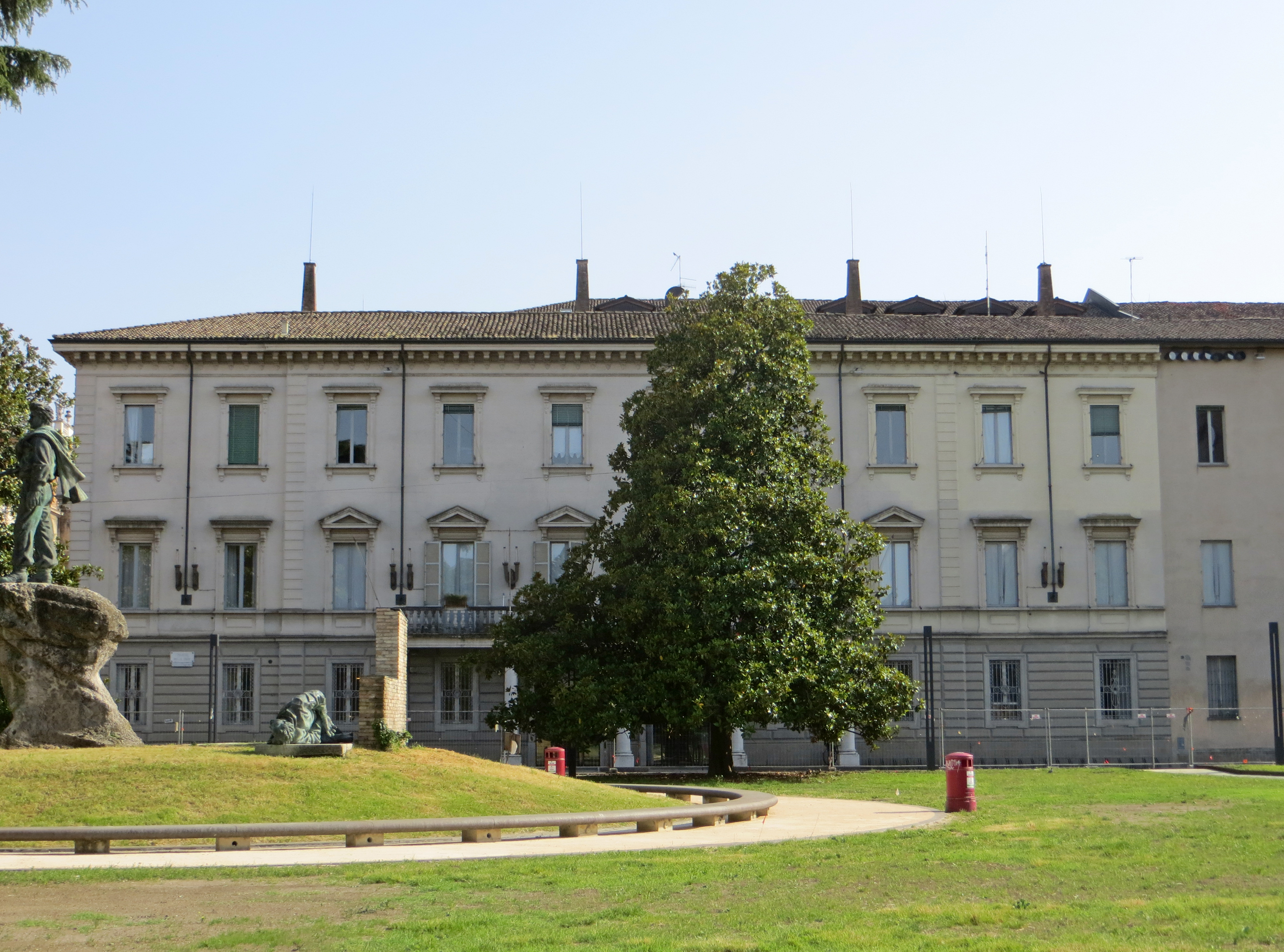
Fassade

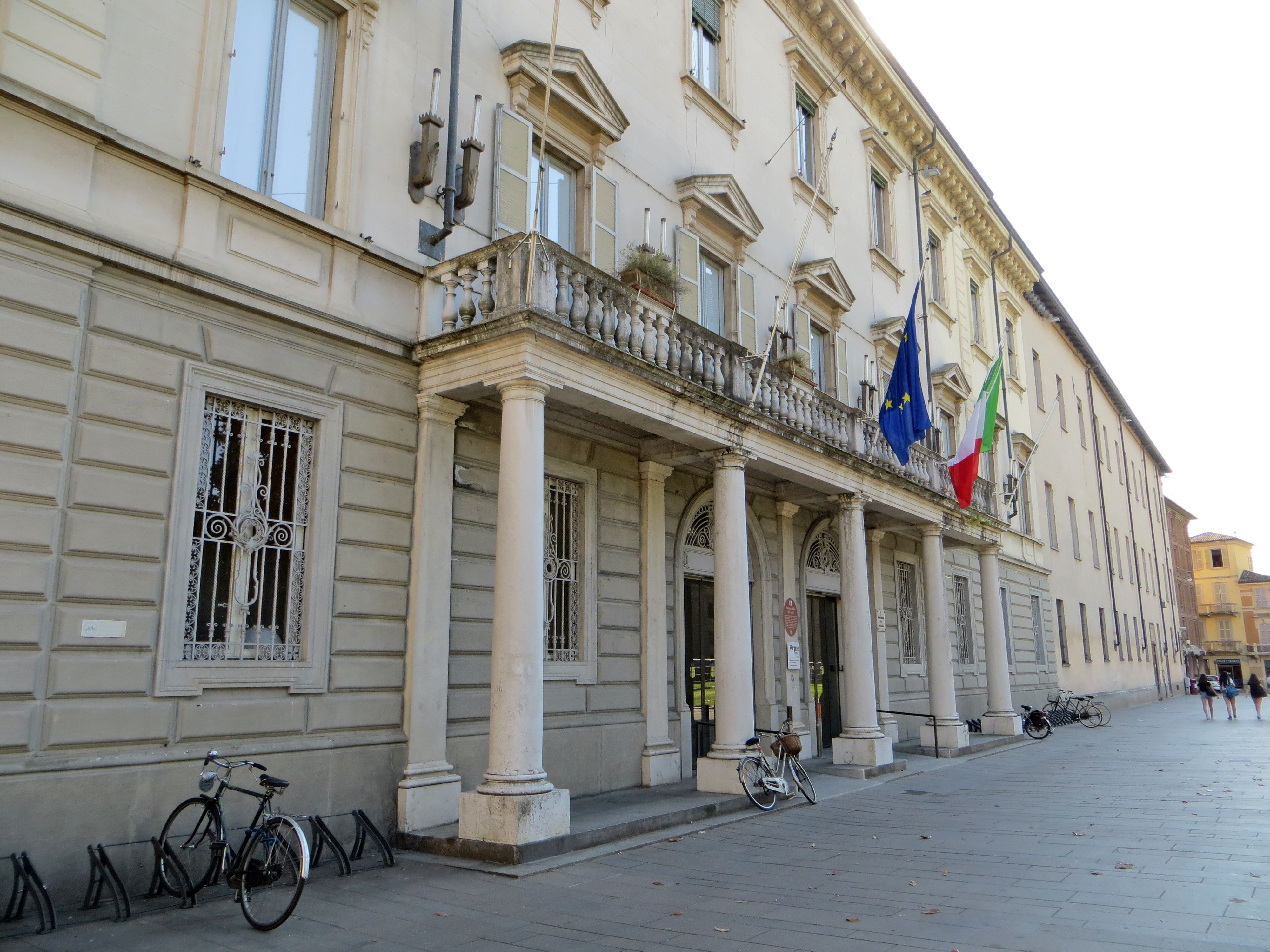
Eingangsvorhalle

Das Gebäude hat einen rechteckigen Grundriss, vier oberirdische Stockwerke und einen Keller.
Die klassizistischen Fassaden zum Piazzale Paer, zur Strada Garibaldi und etwa zur Hälfte zum Piazzale della Pace hin sind im Erdgeschoss durch eine Verkleidung in Bossenwerk gekennzeichnet, während die oberen Stockwerke in Stein verkleidet sind. Alle Fenster haben elegante Rahmen und im ersten Obergeschoss zusätzlich Tympana. Vor dem Eingang liegt eine Vorhalle mit klassischen Säulen, die einen Balkon mit Balustrade stützen. Die restlichen Fassaden, die aus der Nachkriegszeit stammen, sind dagegen vollkommen ohne Verzierungen.
Das erste Obergeschoss, das man über eine elegante Treppe erreicht, wurde von Künstlern, wie Amedeo Bocchi, Remo Gaibazzi, Renzo Barilli, Claudio Spattini und anderen mit Materialien und Arbeiten von hohem Wert fein gestaltet und mit Möbeln und Gemälden aus dem 18. und 19. Jahrhundert ausgestattet, die teilweise aus dem herzoglichen Palast stammen.
Der Ratssaal sticht durch seine Verzierungen, die Armando Pizzinato zwischen 1953 und 1956 schuf, besonders hervor. Die Fresken, die sich über alle Wände ziehen, zeigen in realistischem Stil Arbeitsszenen (z. B. den Bau einer Brücke, die Weinlese), Kämpfe des Volkes (Verbarrikadierungen von 1922) und des Widerstandes (Massaker im Wald von Corniglio). Die gesamte architektonische Ausrichtung des Saales leitete Carlo Scarpa in den Jahren 1955 und 1956 ein.